# Новый Ризенберг
Но́вый Ри́зенберг (нем. Riesenberg, Neu-Riesenberg), также мы́за Ри́йзипере  и мыза У́уэ-Ри́йзипере (эст. Riisipere mõis, Uue-Riisipere mõis) — рыцарская мыза в волости Сауэ уезда Харьюмаа, Эстония. Находится на территории деревни Вилумяэ. Согласно историческому административному делению мыза относилась к приходу Нисси. В годы Российской империи находилась на территории Эстляндской губернии.

## История мызы

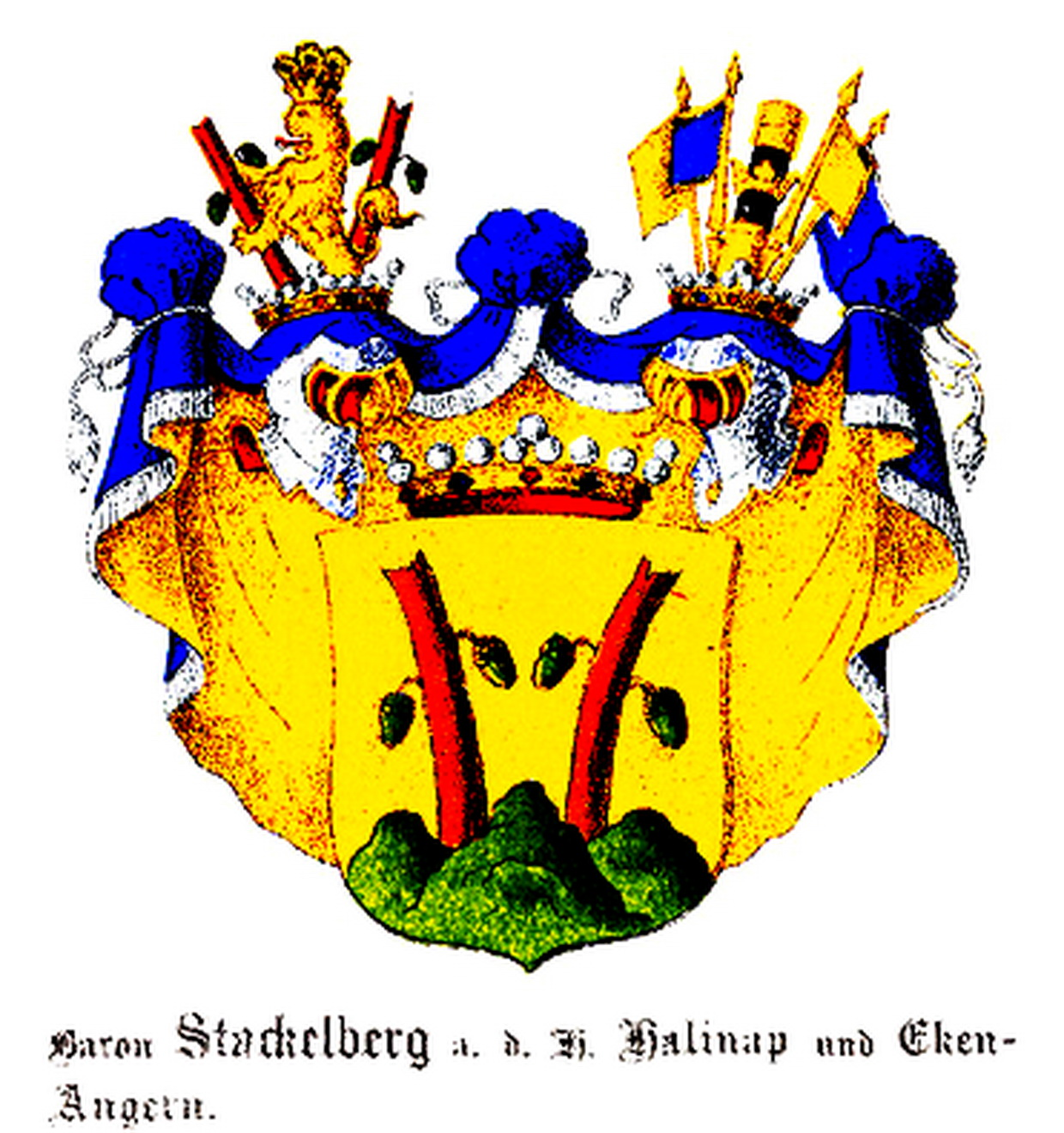
Герб Штакельбергов

Первые сведения о мызе относятся к 1394 году. До начала 19-го столетия центр мызы находился на месте побочной мызы Вана-Рийзипере (Старая Рийзипере, Старый Ризенберг). В первые годы 19-го столетия тогдашний собственник мызы Петер Густав фон Штакельберг (Peter Gustav von Stackelberg) перенёс центр мызы в новое место, которое стали называть Ууэ-Рийзипере (Новая Рийзипере). В результате больших землеустроительных работ здесь был сооружён заливной пруд, на берегу которого началось строительство представительного главного здания, частично двухэтажного, местами — трёхэтажного. В окрестностях пруда был разбит парк.
На военно-топографических картах Российской империи (1846–1863 годы), в состав которой входила Эстляндская губерния, мыза обозначена как Нов. Ризенбергъ.
В ходе земельной реформы 1919 года мыза была отчуждена у её собственника Карла Отто фон Штакельберга (Karl Otto von Stackelberg). Во владении дворянского семейства Штакельбергов осталась мыза Вана-Рийзипере (Старый Ризенберг).
По мнению историка Пауля Йохансена (1901–1965) мыза получила своё название от фамилии семейства Ризебитерт (Ризбит) (Riesebitert (Risbith)), которому она принадлежала до Штакельбергов.
В 1921 году мызу переделали в сиротский приют имени епископа Платона. До 1984 года в главном здании мызы работал детский дом. После этого здание несколько лет стояло бесхозным и разрушалось.
В конце 1990-х годов мыза перешла в частную собственность. Весной 2019 года главное здание мызы находилось на реставрации.

## Главное здание

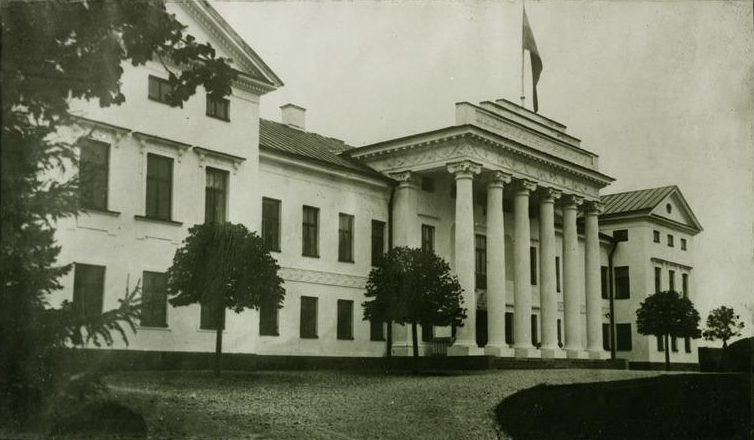
Главное здание мызы в 1912 году

Строительство главного здания мызы (господского дома) было начато в 1818 году и закончено в 1821 году.
Главное здание является примечательным образцом высокого классицизма в Эстонии как во внешнем, так и во внутреннем оформлении. Центральную часть его фасада украшает величественный ступенчатый фронтон с богатым декором. Более высокие боковые ризалиты здания венчают плоские треугольные фронтоны. В лепнине есть много элементов, характерных для того времени: межэтажный спиральный декоративный фриз, грифоны, фестоны, розетки.
Особенно торжественным является Белый зал, расположенный в правом крыле здания и украшенный венками и богатым декором стукко. Колонны делят его на три части. В этой же части дома находится т. н. Синий зал.
Из центрального вестибюля, имеющего вид ротонды, поделенной на части дуговыми нишами, лестница ведёт на второй этаж. Над вестибюлем расположен величественный купольный зал: ни один из розеточных рядов его кассетного потолка не повторяет другой. Первоначально в этом зале размещалась портретная галерея собственников мызы. Заслуживают внимания некоторые печи и камины (часть из них была разрушена или украдена).

## Мызный комплекс
Рядом с господским домом был отстроен ряд вспомогательных построек, большинство из которых располагалось к западу от него. К настоящему времени они практически не сохранились, пара из них находятся в перестроенном и потерявшем первоначальный облик виде.
В Государственный регистр памятников культуры Эстонии внесены 8 объектов мызного комплекса:
- главное здание[4];
- парк (при инспектировании 16.03.2017 находился на реставрации)[5];
- амбар-сушильня (при инспектировании 30.11.2018 находился в руинах)[6];
- пальмовый домик (при инспектировании 16.03.2017 находился в удовлетворительном состоянии)[7];
- каретник-конюшня (при инспектировании 16.03.2017 находилась в удовлетворительном состоянии)[8];
- мастерская (при инспектировании 16.03.2017 находилась в удовлетворительном состоянии)[9];
- вспомогательная постройка (при инспектировании 16.03.2017 находилась в удовлетворительном состоянии)[10];
- погреб (при инспектировании 06.02.2017 находился в плохом состоянии)[11].

## Парк
Одновременно со строительством господского дома было начато создание мызного парка свободной планировки. Оформлением его северной части в 1830-х годах руководила супруга Карла Отто фон Штакельберга  Вильгельмина Унгерн фон Штернберг (Wilhelmine von Ungern-Sternberg). Ей посвящён расположенный в парке памятный гранитный знак. Основной акцент в парке сделан на большом пруде со сложной береговой линией, который в настоящее время частично восстановлен. В своё время по заливному озеру плавали гондолы, освещаемые цветными бумажными фонарями. Сохранились неоготические павильоны и лодочные причалы. В начале 20-го столетия на площадке за домом находились извилистые дорожки. Позже эта планировка была изменена, и задний двор получил регулярную планировку.

## Галерея

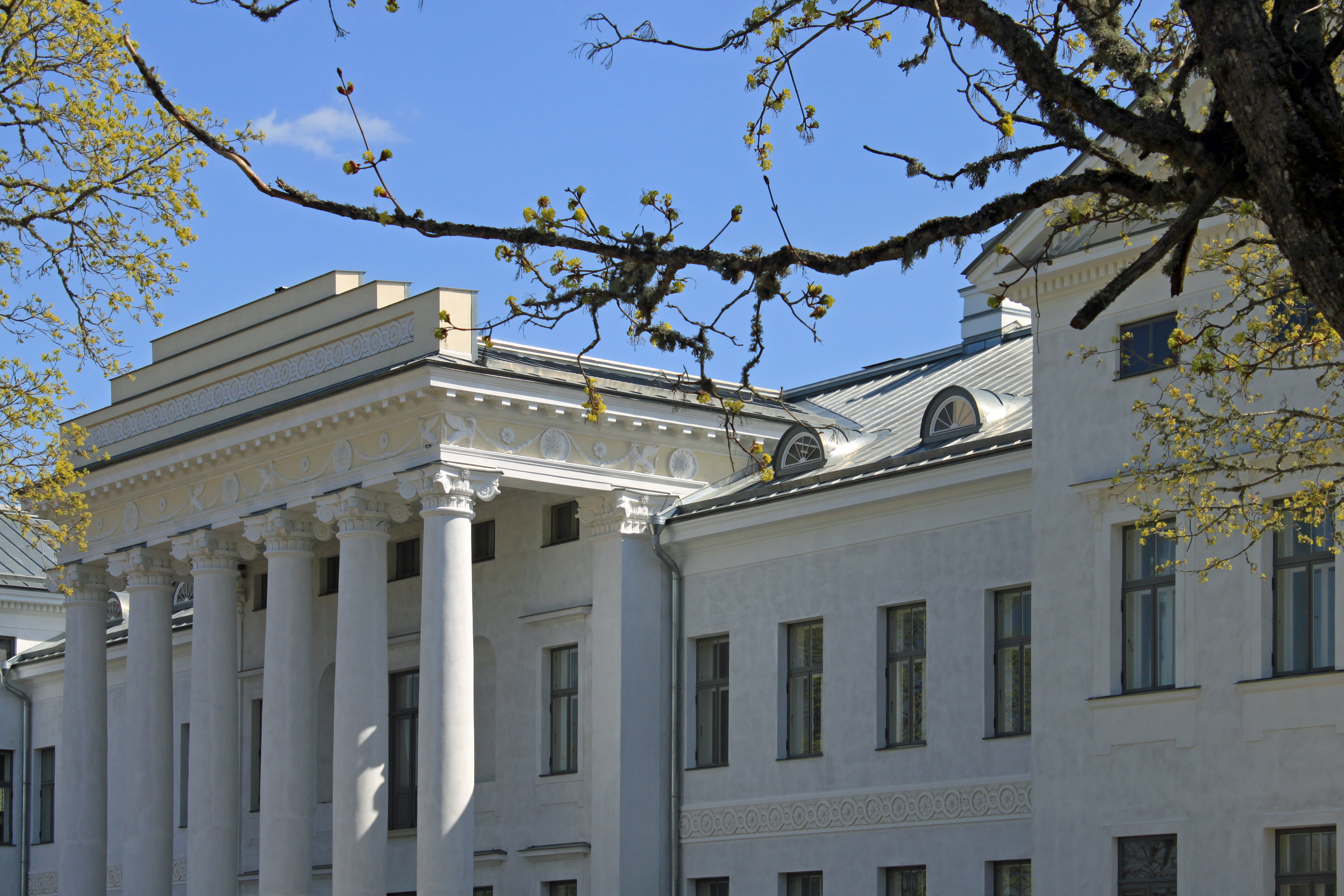
Господский дом на реставрации, весна 2019
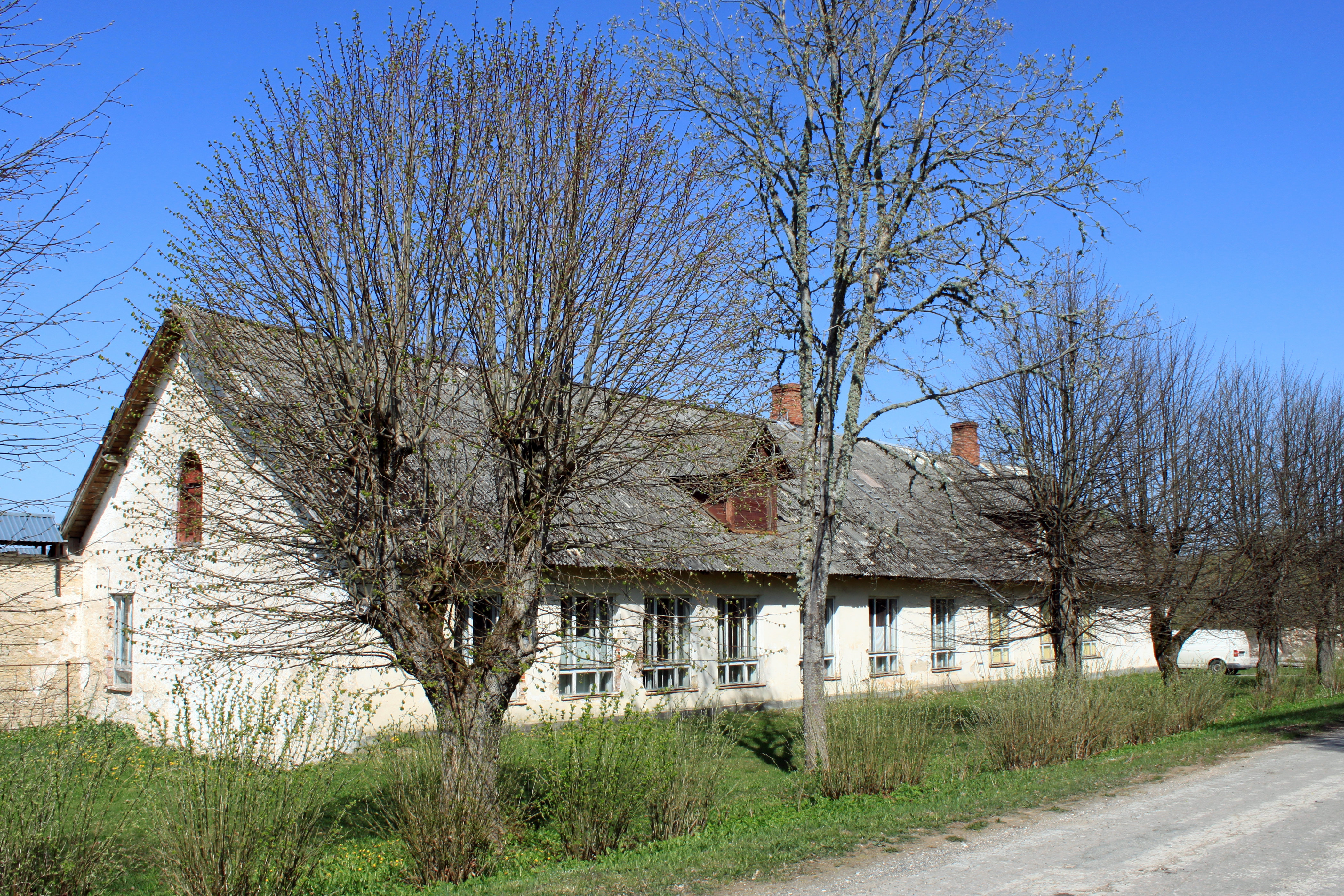
Каретник-конюшня
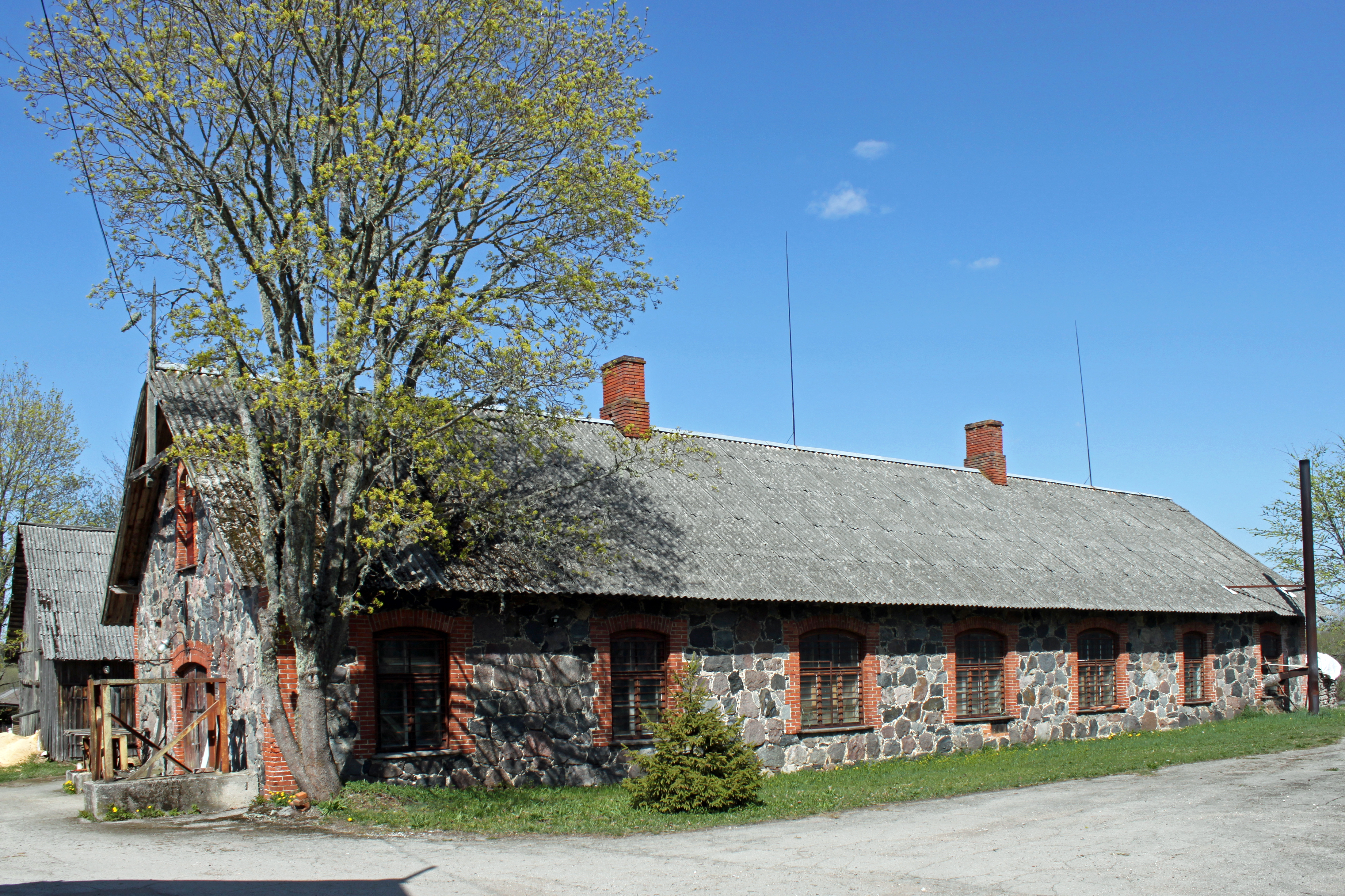
Мастерская
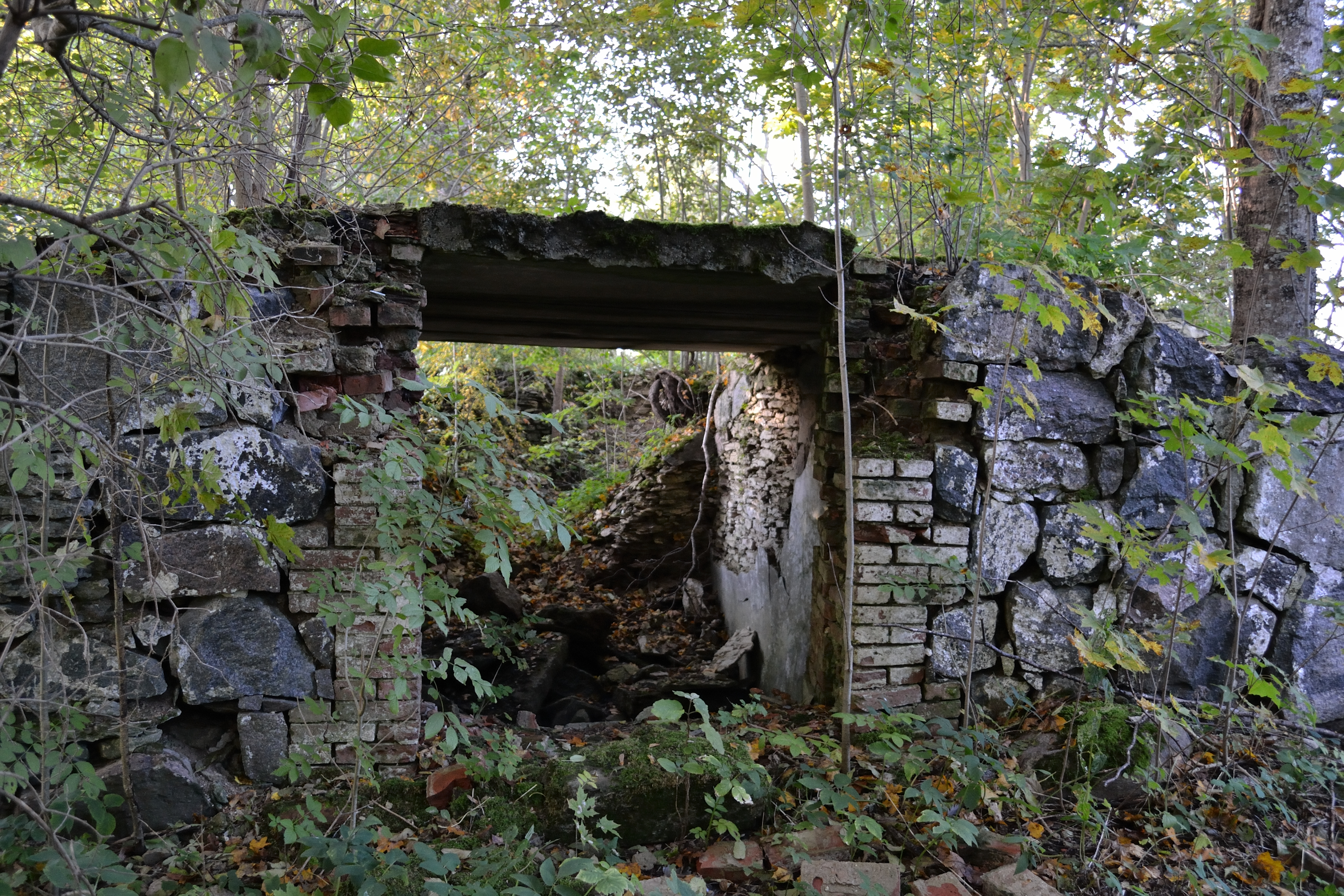
Руины погреба
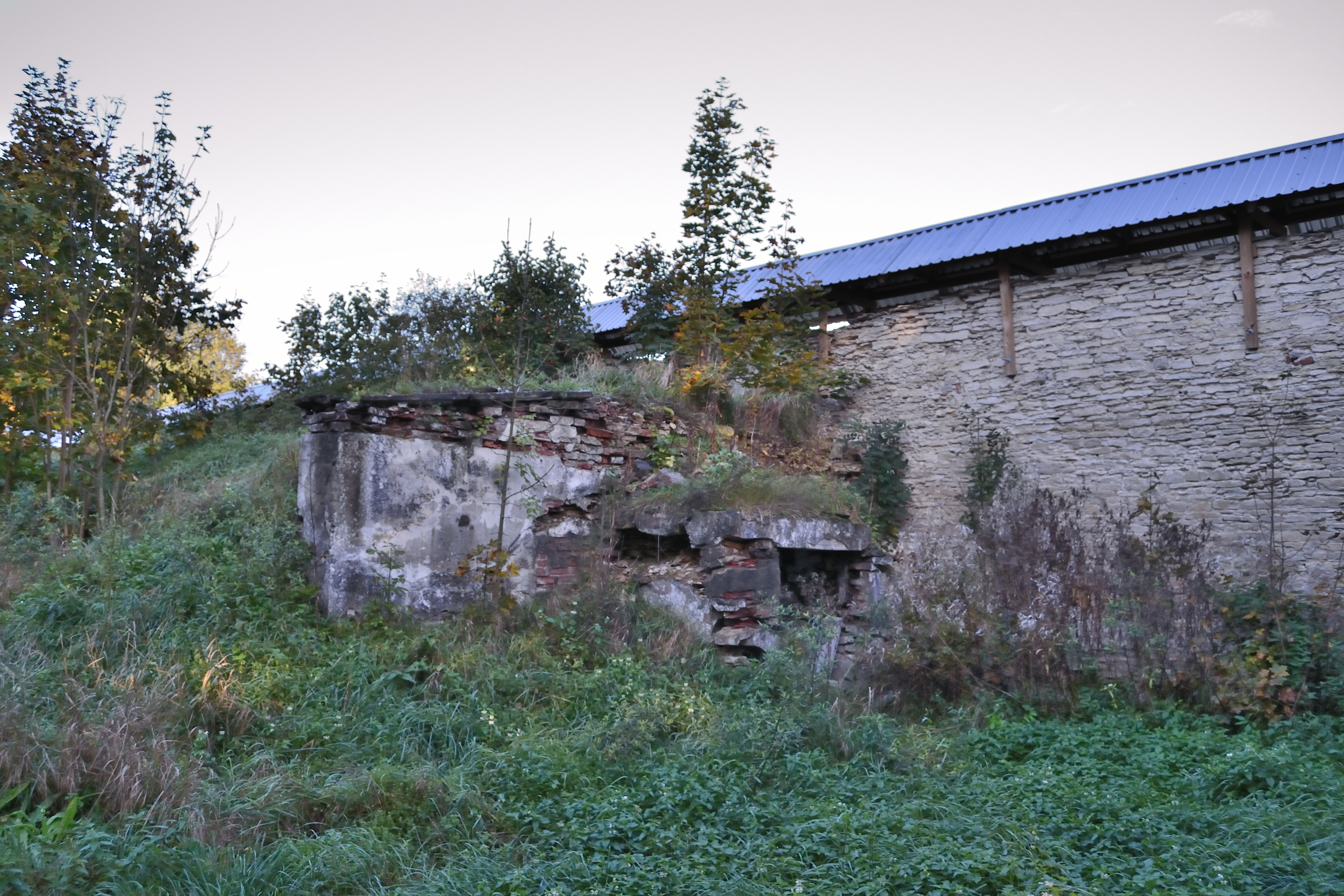
Руины пальмового домика
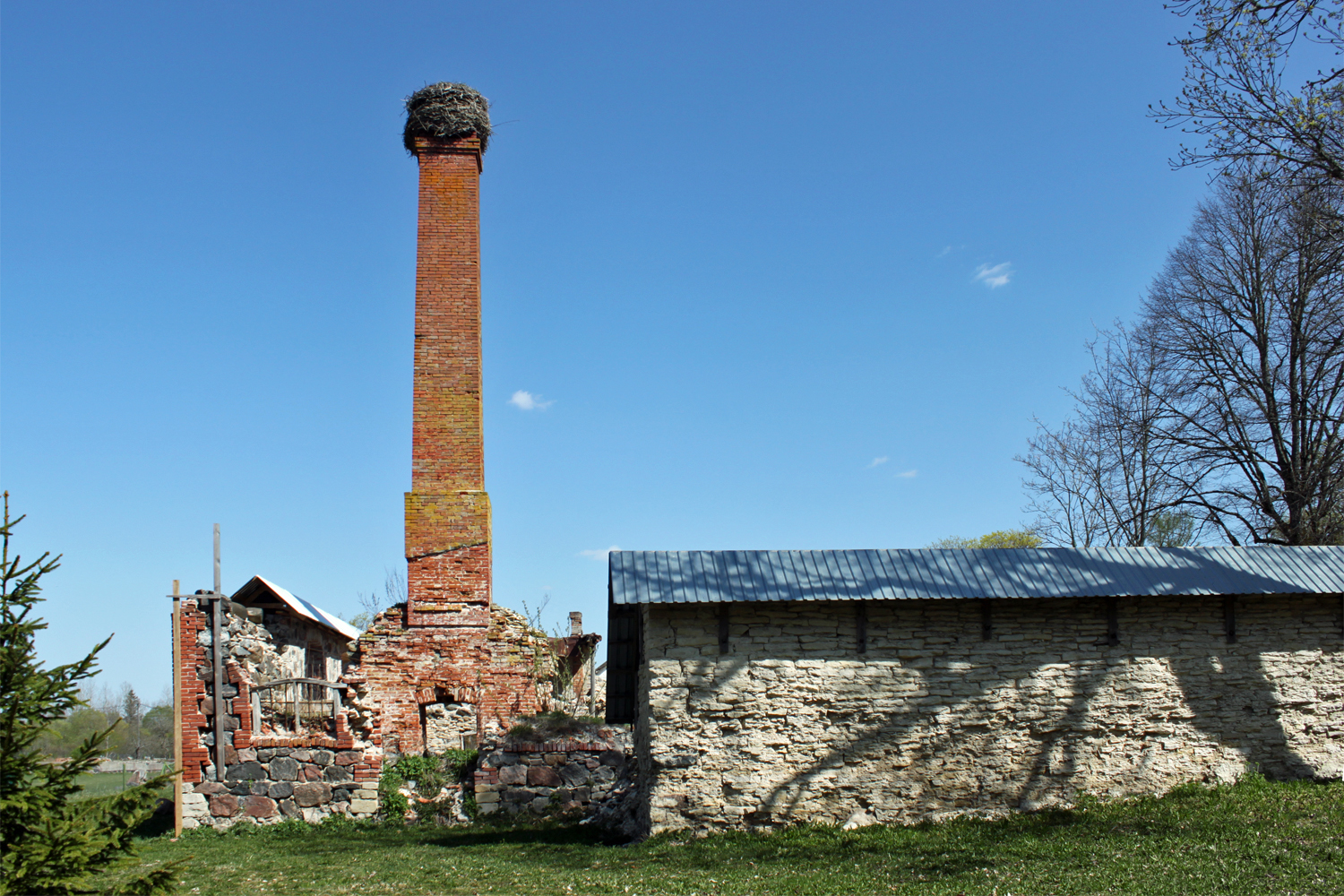
Руины амбара-сушилки
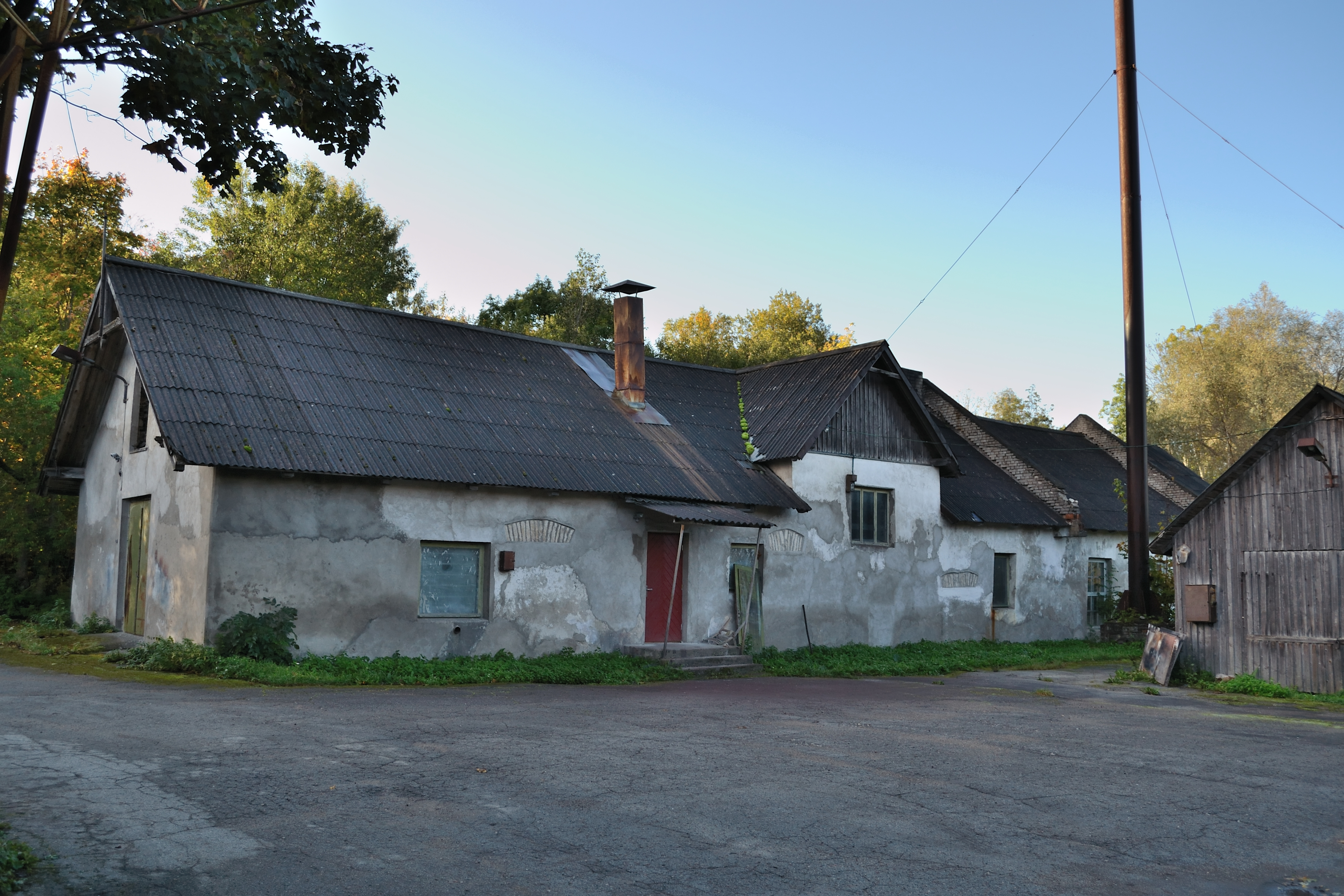
Вспомогательная постройка
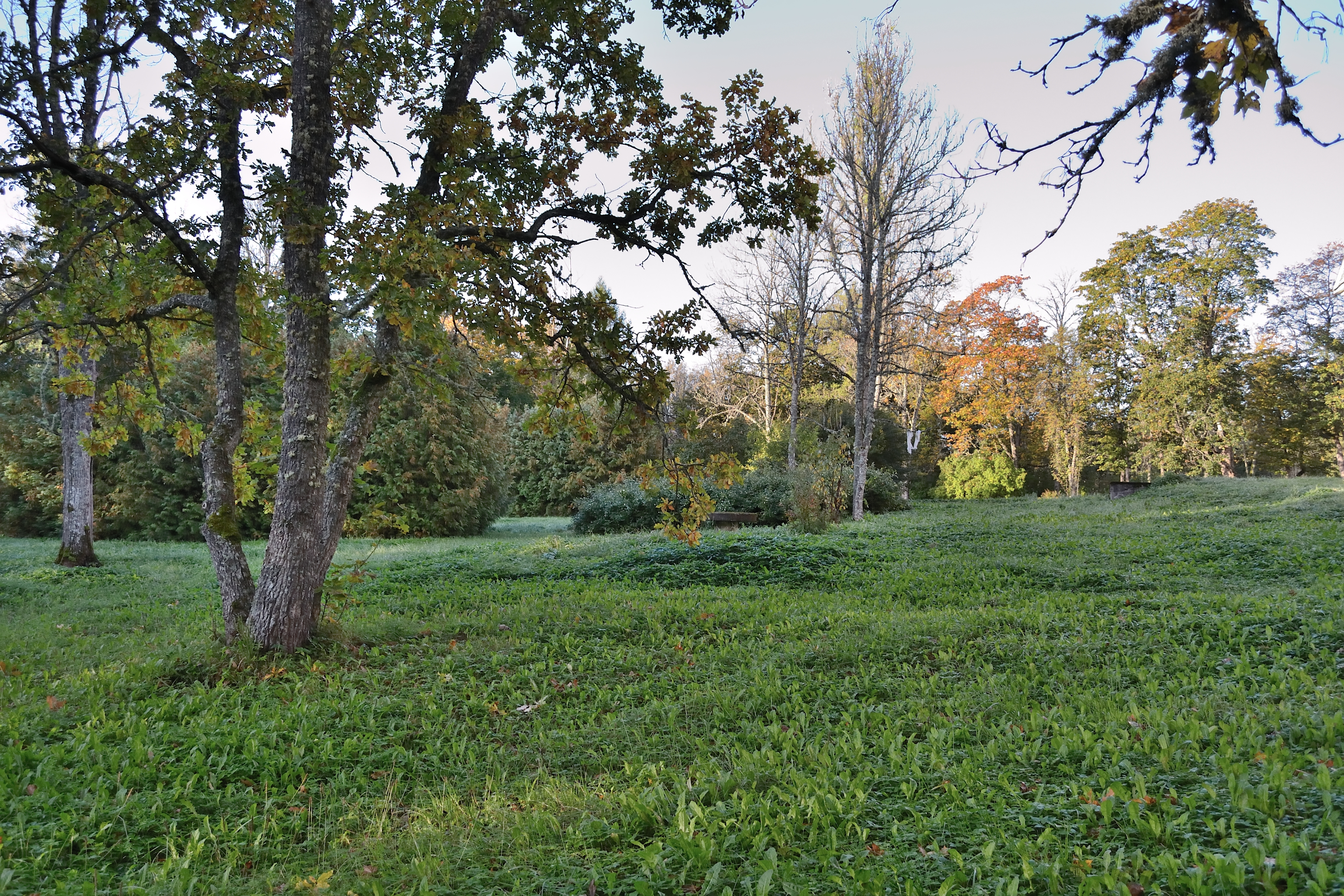
Мызный парк